# Parodiodoxa chionophila
Parodiodoxa chionophila är en korsblommig växtart som först beskrevs av Carlos Luis Spegazzini, och fick sitt nu gällande namn av Otto Eugen Schulz. Parodiodoxa chionophila ingår i släktet Parodiodoxa och familjen korsblommiga växter. Inga underarter finns listade i Catalogue of Life.